# Banquete de Nyköping
O Banquete de Nyköping (em sueco:  Nyköpings gästabud) ocorreu em dezembro de 1317, no Castelo de Nyköping, a 60 quilómetros a sudoeste da cidade de Södertälje, na Södermanland. O rei Birger convidou os seus dois irmãos – os duques Érico e Valdemar – para um banquete festivo de Natal no Castelo de Nyköping. Depois da farta refeição, regada com muito vinho, os dois irmãos foram deitar-se, tendo então sido aprisionados e encarcerados numa torre do castelo, onde teriam vindo a morrer à fome em 1318.
Uma guerra civil rebentou, como consequência deste acontecimento dramático, tendo o rei Birger sido derrotado pelos partidários dos dois irmãos assassinados, e obrigado a fugir para a Dinamarca, onde morreu no exílio em 1321. Para suceder a Birger como rei foi eleito Magnus Eriksson, filho do duque Érico, e então com 3 anos de idade.
A única fonte histórica deste acontecimento é a Crónica de Érico (1330).